# Listă de cimitire din România
Aceasta este o listă de cimitire din România:
- Cimitirul Bellu, București
- Cimitirul Eternitatea din Botoșani
- Cimitirul Pacea din Botoșani
- Cimitirul Evreiesc din Botoșani
- Cimitirul Săracilor (Sighetu Marmației)
- Cimitirul Hajongard din Cluj
- Cimitirul Nord Craiova
- Cimitirul Ungureni din Craiova
- Cimitirul Sineasca din Craiova
- Cimitirul Dorobănția din Craiova
- Cimitirul Evreiesc din Craiova
- Cimitirul Catolic din Craiova
- Cimitirul Eternitatea din Galați
- Cimitirul Eternitatea din Iași
- Cimitirul Sfinții Apostoli Petru și Pavel din Iași
- Cimitirul Buna Vestire din Iași
- Cimitirul Sfântul Vasile din Iași
- Cimitirul Sfânta Treime din Iași
- Cimitirul Olosig din Oradea
- Cimitirul Pacea din Suceava
- Cimitirul Vesel din Săpânța
- Cimitirul „Sf. Constantin", Brăila[1]
- Cimitirului Evreilor Martiri din Cămărașu, județul Cluj[2]
- Cimitirul Eroilor Turci din București[3]